# Fontaine de la Sirène de Lérida
La fontaine de la Sirène de Lérida est une fontaine se trouvant dans le parc des Champs Élysées de la ville catalane de Lérida. Elle représente une sirène tenant entre ses mains une conque, de laquelle sort l'eau. La fontaine est entourée d'un jardin fleuri.
Elle prenait autrefois la forme d'une nymphe, qui a été remplacée par une sirène en 1982, à cause de la détérioration de la statue initiale. C'est le monument le plus renommé du parc, et le second site le plus visité de la ville, derrière la cathédrale de la Seu Vella.